# Edvard Griegs Gade
Edvard Griegs Gade på Østerbro i København er 230 m lang og går fra Sibeliusgade til H.C Lumbyes Gade / Bellmansgade. Det er den eneste danske gade af det navn.

## Gadens historie
Gaden fik sit navn i 1918 og er en del af Strandvejskvarteret. Den ærer den norske komponist Edvard Grieg (1843-1907).
I 1950'erne havde Frisørsalon Sonja til huse i nr. 2. Salonen blev drevet af Elisabeth Jacobsen. Naboen var Hovedstadens Brugsforening – Kolonial og Viktualieafdeling. I nr. 8 lå Mejeriet Strandly ved fru E.M. Pontoppidan. Sporvognskonduktør J. Druske boede i nr. 28.

## Nævneværdige bygninger i gaden
Nr. 1 er en karré fra 1940 i gule mursten med store vinduer. Ud til Edvard Griegs Gade er der en karakteristisk buet trappeopgang, der blidt favner den besøgende.
Alle lige husnumre er fra 1920 og er i røde mursten i tre etager. Arbejdernes Andels Boligforening, nu Boligforeningen AAB, er bygherre og huset minder meget om samtidigt boligforeningsbyggeri. Numrene 10-20 slår ind og danner en have med et enkelt stort træ og vilde blomster. Nr. 22-28 er gårdhaver bag en lille indhegning.
Nr. 3-25 A/B Edvard Grieg fra 1956. Spændende vinduespartier med ti fag vinduer meget tæt sammen og brystningen er i lodretstillede røde mursten.